# Праксія
Праксія (рум. Praxia) — село у повіті Сучава в Румунії. Входить до складу комуни Финтина-Маре.
Село розташоване на відстані 328 км на північ від Бухареста, 29 км на південь від Сучави, 99 км на захід від Ясс.

## Населення
За даними перепису населення 2002 року у селі проживала 191 особа, усі — румуни. Усі жителі села рідною мовою назвали румунську.